# Васьнево-Ґрабово
Васьнево-Ґрабово (пол. Waśniewo-Grabowo) — село в Польщі, у гміні Яновець-Косьцельний Нідзицького повіту Вармінсько-Мазурського воєводства.
Населення — 72 особи (2011).
У 1975-1998 роках село належало до Ольштинського воєводства.

## Демографія
Демографічна структура станом на 31 березня 2011 року:
|          | Загалом | Допрацездатний вік | Працездатний вік | Постпрацездатний вік |
| -------- | ------- | ------------------ | ---------------- | -------------------- |
| Чоловіки | 41      | 6                  | 31               | 4                    |
| Жінки    | 31      | 5                  | 21               | 5                    |
| Разом    | 72      | 11                 | 52               | 9                    |